# Blessed Soul
Blessed Soul est un groupe américain de musique du début des années 1990.
Brittany Murphy était la chanteuse principale de ce groupe de soul américaine aux côtés de Eric Balfour.